# 少年キング
『週刊少年キング』（しゅうかん しょうねんキング）は、少年画報社が発行した週刊漫画雑誌。1963年7月8日に創刊され、1982年4月に休刊。同年に月2回刊の『少年KING』として新創刊したが、1988年に再び休刊した。

## 概要
日本で3番目に創刊された週刊少年誌で、先に少年週刊誌を創刊した講談社や小学館などの大手出版社とは違い、中小出版社としては初めて創刊された週刊少年誌だった。
出版社の資本力の違いから、部数的には常に最下位だったが、執筆陣には漫画界を代表する錚々たるメンバーが名を連ねており、多くの名作やヒット作を輩出。週刊少年ジャンプ、週刊少年マガジン、週刊少年サンデー、週刊少年チャンピオンと並んで五大週刊少年誌の一角を担った。

## 歴史

### 初期
1959年に創刊された『週刊少年マガジン』『週刊少年サンデー』に続いて、その4年後の1963年に創刊された第3の週刊少年誌である。先行誌が定価50円だったのに対して、創刊号は30円、通常号は40円と安価にして初期読者の獲得を狙った。
誌名の「少年キング」は、1963年7月に『少年画報』誌上で、「少年フレンド」「少年ファイター」「少年ルック」「週刊少年画報」と並んで候補として挙げられた中から、読者の人気投票で決定したもの。1968年創刊の『週刊少年ジャンプ』、1969年創刊の『週刊少年チャンピオン』とともに週刊漫画雑誌5誌体制を1970年代から1980年代にかけて築いたが、部数的には5誌の中で常に5位だった。
先行する『週刊少年サンデー』『週刊少年マガジン』に部数が奪われていた月刊誌『少年画報』の週刊誌版という位置付けだった。創刊号の掲載作品は、『少年画報』で「0戦太郎」を連載して好評を博していた辻なおきの『0戦はやと』、吉田竜夫の『少年忍者部隊月光』、望月三起也の『ハヤブサ』、堀江卓の『忍者シデン』、森田拳次の『おんぼろ記者ポッポー』など、その多くが『少年画報』の執筆メンバーである。
創刊するにあたって、双葉社の大人向け週刊誌『週刊大衆』の編集デスクだった多田三郎を、週刊誌のノウハウを持つとしてスカウトした。初期の編集長は小林照雄が務めていたが、週刊ペースでの刊行が軌道に乗ると、すぐに多田へ交代した。

### 全盛期
創刊直後から手塚治虫や、石森章太郎（のちの石ノ森章太郎）・藤子不二雄ら人気漫画家が勢揃いしたトキワ荘グループを積極的に起用。さらに梶原一騎原作の『柔道一直線』、『赤き血のイレブン』、藤子不二雄（のちに藤子不二雄Ⓐ名義）の『フータくん』、『怪物くん』、つのだじろうの『忍者あわて丸』（『ピュンピュン丸』）、梅本さちおの『アパッチ野球軍』、望月三起也の『ワイルド7』等のヒット作に恵まれた事もあり、創刊時には25万部だった発行部数が、70万部を最高に、1970年代半ばには45万部から60万部弱に達した。
このうち、『柔道一直線』、『ワイルド7』は実写ドラマ、『ピュンピュン丸』、『赤き血のイレブン』、『怪物くん』、『アパッチ野球軍』はアニメとして、テレビ放送を果たしている。
1970年代半ば頃のヒット作は、継続中の『ワイルド7』に加え、荘司としおの『サイクル野郎』、日大健児の『ドッキリ仮面』などで、小池一夫・松森正『木曜日のリカ』、日野日出志『太陽伝』など、少年誌としては異色の作品も話題になった。『少年画報』の懸賞小説でデビューした梶原一騎は、売れっ子になっても少年画報社に恩義を感じ、雑誌の格以上に力を貸していたという。

### 1975年の誌面改革からの低迷
しかし、マンガ人口が増加した時代にあって、他誌が急成長して150万部以上を売り上げる中、部数的に引き離された。加えて、ライバル誌だった『週刊少年チャンピオン』が『ドカベン』（水島新司）、『ブラック・ジャック』（手塚治虫）、『がきデカ』（山上たつひこ）の3作品をメインに1970年代半ばに大ヒットを連発して大躍進。200万部以上を売り上げて、『週刊少年ジャンプ』も超え、一躍、少年漫画誌のトップへ登りつめる。
『週刊少年チャンピオン』の版元が中堅の秋田書店だったことから、同じく中堅出版社の少年画報社は刺激を受け、1975年1月に編集部を一新。青年漫画誌『ヤングコミック』の編集長だった桑村誠二郎が多田と入れ替わる形で新しく投入される。多田は『ヤングコミック』編集長となり、戸田利吉郎（後の少年画報社社長）は橋本一郎が編集長を務めていた劇画誌『増刊ヤングコミック』へ異動するなど、7人の編集部員が入れ替わる大規模な人員異動となった。
桑村は『少年キング』の誌面改革を断行し、『ワイルド7』『サイクル野郎』の二枚看板と、梶原一騎・古城武司『おれとカネやん』以外の連載を大幅に入れ替える。しかし、根強い支持を受けていた連載を次々と打ち切ったことで読者離れを起こし、一方、青年誌で活躍していた漫画家による新連載は、青柳裕介『土佐の鬼やん』がヒットした以外、新規読者を開拓できなかった。結局、1年で約20万部の激減となるなど、改革は裏目に出て失敗。この時期に有望な新人作家を獲得できなかったことから、逆に長期低迷を招いてしまう。
そのため、打開策として1976年には初代編集長の小林照雄が急遽、編集長に復帰し、石森章太郎『ギルガメッシュ』、横山光輝『魔界衆』など、ベテラン作家を起用した意欲的な新連載を開始したが、部数回復にはつながらず、混乱が続いた。この時期には馬島進を編集長として、1975年に創刊された別冊の月刊誌『少年キング増刊KINGオリジナル』も存在していたが、後継人事がうまく行かなかったことから、1977年9月号で休刊している。

### 週刊時代末期から休刊まで
1977年、『少年キング増刊KINGオリジナル』の編集長だった馬島が本誌編集長に就任。同年連載開始の松本零士の『銀河鉄道999』が大ヒットしたことを受け、一時的に持ち直す。1970年代末から1980年代にかけてSFとアニメがブームとなったことから、続けて連載開始前から人気作品であった聖悠紀の『超人ロック』も招聘。両作品ともマニアックな人気を集める。
両作品以外のヒット作としては、1978年から連載された、つのだじろう『5五の龍』が挙げられる。『5五の龍』は、つのだのみならず、1980年に編集長へ就任した担当の戸田も大変な将棋好きだったため、他の雑誌や漫画家が真似できないほど内容の濃い将棋漫画だった（5五の龍#誌上企画なども参照）。この他、藤子不二雄『まんが道』、柳沢きみお『すくらんぶるエッグ』などが人気連載で、望月三起也『俺の新選組』、ジョージ秋山『ギャラ』などの異色作もあった。
また、1980年には小学館の『コロコロコミック』に対抗し、馬島が編集長となり、小学生向けの『増刊少年キング 少年ポピー』を創刊したが、1年で休刊となる。
キングの看板作品であった『銀河鉄道999』『超人ロック』の人気も、本誌の売上げ部数活性化にはつながらず、特に『銀河鉄道999』連載終了後の部数減は深刻となった。休刊した年である1982年には、部数が22万部にまで下落。採算ラインの30万部を割り込み、本誌の赤字を連載をまとめた単行本で辛うじて補填していたが、ついに休刊に至った。1982年の休刊前後の事情は、小林よしのりが休刊時まで連載していた『風雲わなげ野郎』単行本に詳しい。

### 月2回刊化、再休刊とその後
1982年5月に休刊後、2冊の『超人ロック』特集の増刊号を経て、3ヶ月後の同年8月に、月2回刊の『少年KING』として新創刊する。『少年KING』時代には、吉田聡『湘南爆走族』や五十嵐浩一『ペリカンロード』がヒット作となり、望月三起也や松本零士らベテラン作家も週刊時代から引き続き参加。1987年にはTHE ALFEEを題材とした吉岡つとむの『ドリームジェネレーション〜アルフィー物語〜』が連載された。
しかし、月2回刊という青年漫画誌によくある刊行形態は少年漫画誌での実例が非常に少なく、小学館の『マンガくん→少年ビッグコミック』と同様に主要読者層もターゲットよりも高めが共通していた。ライバル誌が掲載作品のテレビアニメ化などメディアミックスの成功で部数を伸ばす中、KINGはその方面でも後れを取り、1988年10月21日発売の第21号（11月11日号）を最後に再び休刊となった。これに伴い、連載作品や作家陣のいくつかは、月刊誌として創刊されていた青年漫画誌の『ヤングキング』に移管統合され、それと同時にヤングキング自体が月2回刊に変更された。『少年ビッグコミック』が『ヤングサンデー』という青年漫画誌に形態を変更されたのとは対象的であった。
最終号となった21号の巻末目次には坂本益造編集長による「一時休刊のお知らせ」が掲載され、翌1989年の春に向けて「めまぐるしく変化しつつある新時代に沿った漫画誌に生まれ変わるべく、その準備のためにしばらく休刊し、来春には内容を一新した新雑誌として、再び皆さんにお目にかかりたいと思います。」と後継誌の創刊準備を進める旨のコメントが記載された。その後、同年には事実上の後継誌となる『月刊少年コミック』が創刊されたが、同誌も1年を持たずして休刊しており、少年画報社刊行の最後の少年誌となった。
休刊から20年半後の2009年6月には、自社運営の携帯サイト「待受☆少年画報」内に『携帯少年キング』として復活。新作漫画を有料配信していた。

### デビュー漫画家
「少年キング」でデビューを飾った作家には、小池一夫、池上遼一、北見けんいち、神戸さくみ、五十嵐浩一、巻来功士（当時は村田光介名義）、さだやす圭らがいる。